# Carla Rossetto
Carla Rossetto (San Donà di Piave, 20 dicembre 1984) è una pallavolista italiana.
Gioca nel ruolo di libero.

## Carriera
La carriera di Carla Rossetto inizia nel 2002, in serie B2, tra le file del Pool Piave, squadra della sua città natale, con cui ottiene la promozione in serie B1 e dove resta a giocare anche nella stagione successiva.
Ingaggiata dal Volley 2002 Forlì, fa il suo esordio in serie A1 nella stagione 2004-05, dove però viene impiegata come libero di riserva. Un anno dopo, scende di categoria in serie B1 per giocare da titolare nella Pallavolo Reggio Emilia.
Dopo una sola stagione viene ingaggiata dalla Spes Volley Conegliano in serie A2, con cui ottiene la promozione in serie A1 nella stagione 2007-08. Ottiene inoltre il riconoscimento come "Miglior Ricezione A1" per la stagione 2009-2010.
Nel gennaio 2012, in seguito al ritiro dal campionato della squadra di Conegliano, passa nella Crema Volley in serie A2. Nella stagione 2012-13 ritorna a Conegliano, nella nuova squadra dell'Imoco Volley.